# Gemeinnützige Krankentransport GmbH

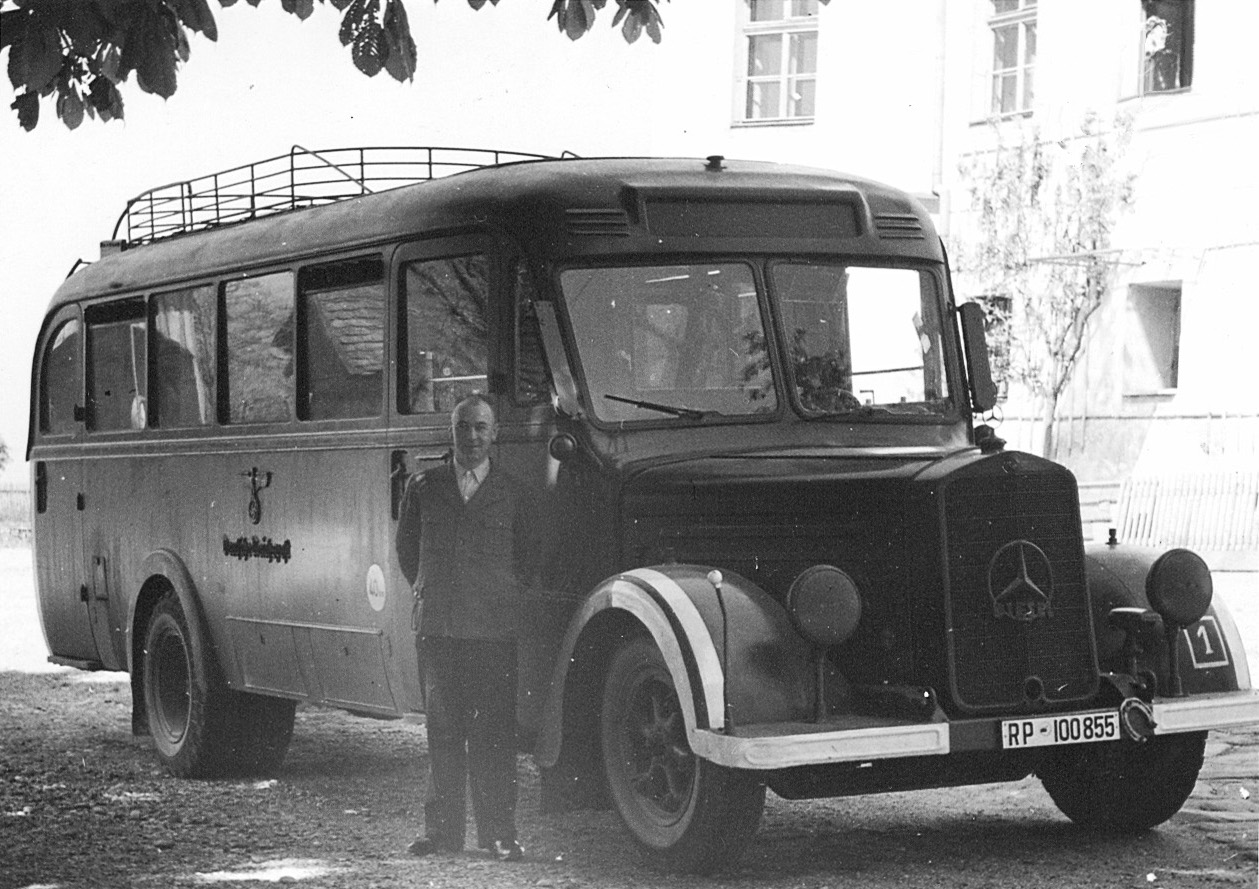
Gekrat-buss med chaufför vid Hartheim.

Gemeinnützige Krankentransport GmbH, även Gekrat eller GeKraT, var ett transportföretag inom Nazitysklands program för så kallade barmhärtighetsmord, Aktion T4. Gekrat transporterade sjuka och funktionshindrade personer från lokala vårdinstitutioner till någon av de sex dödsanstalterna: Bernburg, Brandenburg, Grafeneck, Hadamar, Hartheim och Sonnenstein. Gekrat leddes först av Reinhold Vorberg (1904–1983) och senare av Hermann Schweninger.